# Балка Роднинська
Балка Роднинська — комплексна пам'ятка природи місцевого значення. Об'єкт розташований на території Новомиколаївського району Запорізької області, село Підгірне.
Площа — 14,7 га, статус отриманий у 1992 році.
Пам'ятка природи належить до переліку природно-заповідних територій, особливо важливих для збереження ландшафтного та біологічного різноманіття Запорізької області.